# Ohkay Owingeh
Ohkay Owingeh (ˈokɛ oˈwiŋɛ) és una pueblo i és una concentració de població designada pel cens dels Estats Units al comtat de Rio Arriba a l'estat de Nou Mèxic. Té una altura de 1.726 metres i es troba a 36° 03′ 12″ N, 106° 04′ 08″ O / 36.05333°N,106.06889°O. Un dels seus límits és contigu amb Española, uns 40 km al nord de Santa Fe.
Ohkay Owingeh fou conegut anteriorment com a Pueblo San Juan fins que va recuperar el seu nom prehispànic en novembre de 2005. El nom tewa del pueblo vol dir "lloc de la gent forta".

## Demografia
El pueblo sencer té una població de 6.748 habitants. Segons el cens del 2010 hi havia 1.143 persones residint a Ohkay Owingeh. La densitat de població era de 114,78 hab/km². Dels 1.143 habitants d'Ohkay Owingeh eren el 3,94% blancs, el 0,09% afroamericans, el 83,03% eren amerindis, el 0,17% eren asiàtics, el 9,01% eren  d'altres races i el 3,76% pertanyien a dos o més races. Del total de la població el 19,69% eren hispans.
La seva llengua té 495 parlants (cens del 1980). Segons dades de la BIA del 1995, el seu assentament tenia 12.000 acres i 2.300 apuntats al rol tribal. Segons el cens dels EUA del 2000, hi havia censats 324 individus com a San Juan.

## Història
El pueblo fou fundat pel 1200durant la III Era Pueblo. Segons la tradició, els tewes hi van arribar des del nord, potser des de la vall de San Luis del sud de Colorado, part d'una gran migració que travessà la IV Era Pueblo.
Després de prendre el control del pueblo en 1598, el conqueridor espanyol Juan de Oñate va canviar el nom del poble a San Juan de los Caballeros després del seu patró Joan Baptista. Després va establir la primera capital espanyola de Nou Mèxic als voltants.
La comunitat fou coneguda com a reserva índia San Juan.

## Actualment
Ohkay Owingeh és la seu del consell dels Vuit Pueblos del Nord i els pueblo pertanyen a l'ètnia dels tewes dels amerindis dels Estats Units. És un dels pueblos més grans de parla tewa.
La festa anual dels Pueblo és el 24 de juny. La tribu posseeix el Casino OhKay i la Cooperativa Manufacturera Oke-Oweenge, que mostra la ceràmica de ceràmica vermella, teixit, pintura, i altres obres d'art a partir dels vuit pobles del nord.

## Notables natius
- Esther Martinez, lingüista i narradora
- Popé (Po-pay), líder tewa de la revolta pueblo de 1680[4]

## Galeria d'imatges

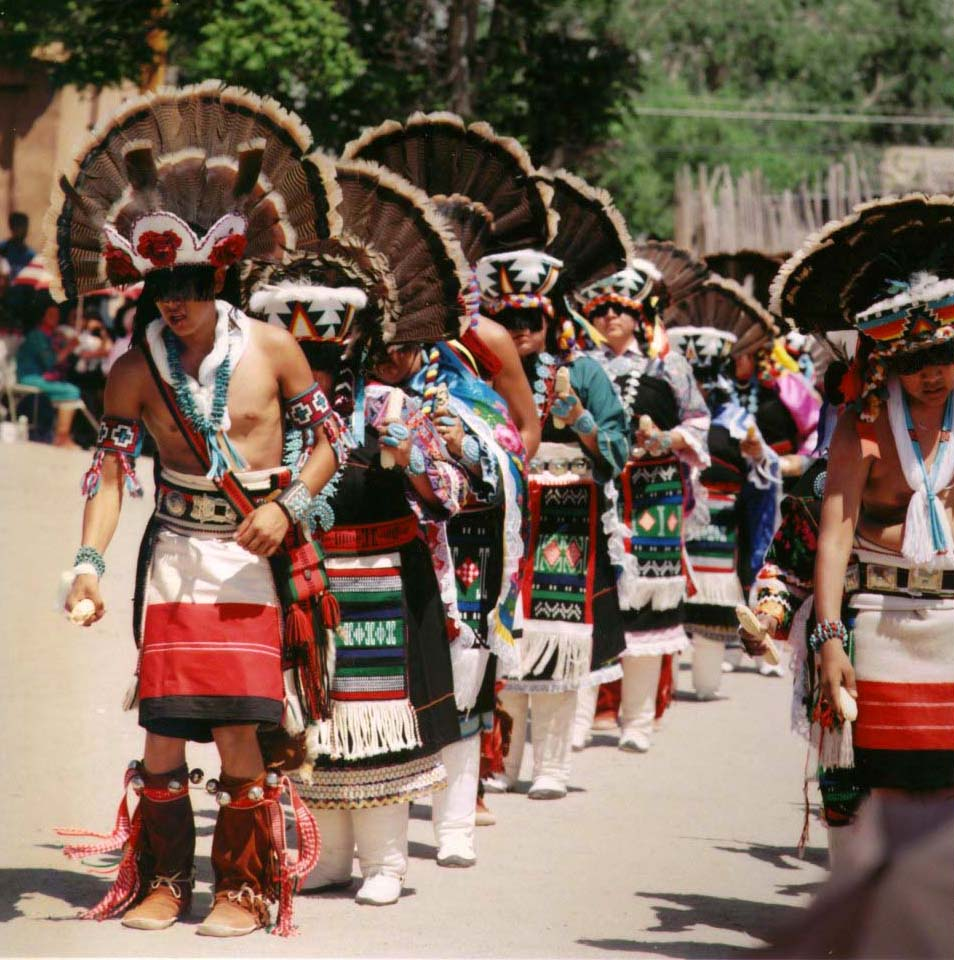
Dansaires a Ohkay Owingeh, maig de 2005
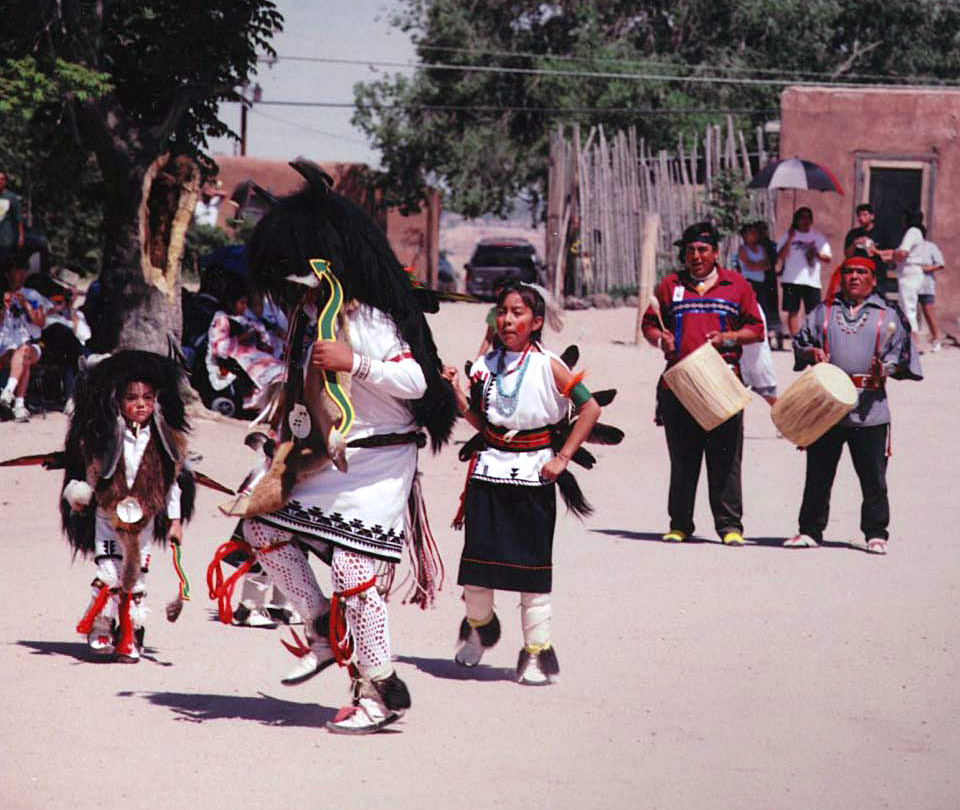
Dansa del Búfal
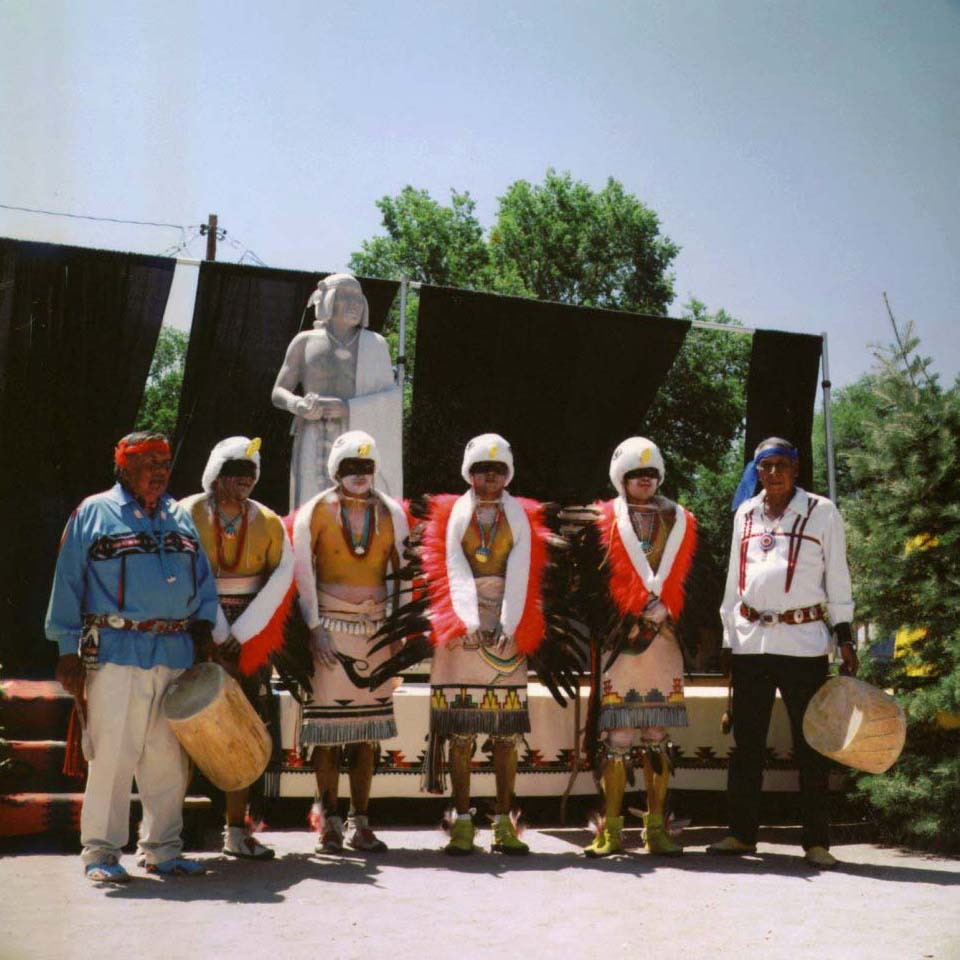
Estàtua de Popé, Ohkay Owingeh, maig de 2005